# Parc éolien du Seuil du Cambrésis
Le parc éolien du Seuil du Cambrésis est un parc éolien terrestre inauguré fin 2019 et sis en deux secteurs sur les finages des communes de Cantaing-sur-Escaut, Noyelles-sur-Escaut et Ribécourt-la-Tour, pour un total de sept éoliennes. Les éoliennes tirent parti de leur implantation sur le seuil du Cambrésis.

## Description
Le parc éolien, qui comprend sept éoliennes Vestas V117 d'une puissance de 3,45 mégawatts, est établi sur deux secteurs :
- le premier au sud, sur Ribécourt-la-Tour, compte trois éoliennes ;
- le second au nord, sur Cantaing-sur-Escaut et Noyelles-sur-Escaut, compte quatre éoliennes[2].

Entre ces deux groupes d'éoliennes, on trouve le parc éolien des Portes du Cambrésis.
En février 2019, des grenades au phosphore datées de la Seconde Guerre mondiale sont découvertes sur le chantier à Cantaing-sur-Escaut, sur le second secteur, les démineurs les font exploser. La première fondation en béton armé pour une éolienne sise à Ribécourt-la-Tour, sur le premier secteur, mesure vingt-deux mètres de diamètre et représente cinquante-cinq tonnes de fers à béton et 450 m3 de béton. Son coulage intervient au printemps 2019.